# سیارک ۲۳۴۰۸
سیارک ۲۳۴۰۸ (به انگلیسی: 23408 Beijingaoyun، نامگذاری:1977TU3) بیست و سه هزار و چهارصد و هشتمین سیارک کشف شده‌است که در ۱۲ اکتبر ۱۹۷۷ کشف شد.
قدر مطلق سیارک برابر ۳۸.۹ است.